# Abbraccialo per me
Abbraccialo per me è un film del 2016 diretto da Vittorio Sindoni. Ispirato a una storia vera.

## Trama
In un piccolo centro della Sicilia, il giovane Francesco "Ciccio" Gioffredi conduce una vita apparentemente normale assistito da una madre iperprotettiva, un padre dispotico e assente e una sorella premurosa. Il ragazzo soffre tuttavia di un disturbo mentale sempre più manifesto di cui anche i genitori saranno costretti infine a prendere atto, rimettendo in discussione l'equilibrio della famiglia e i destini del figlio.
C'è un piccolo borgo del Sud Italia con i suoi santi, il parroco, l'Arma, la processione votiva. Ci sono i residenti che vi abitano, facce note, che vivono in casupole troppo strette tra loro per non ficcanasare. E c'è Francesco, interprete suo malgrado di una diversità, additato dalla cittadinanza che lo chiama Ciccio Tamburo in nome della sua passione per la batteria. Le dicerie però non sono tutte maldicenze, e a Ciccio viene presto diagnosticata una sindrome dissociativa. Ha scatti d'ira incontrollati, incarna le sue paure nella figura di un immaginario Uomo Nero, si intrattiene con la contessa vicina di casa, con cui condivide la musica e la solitudine dell'isolamento.